# Leptochilus quintus
Leptochilus quintus är en stekelart som beskrevs av Gusenleitner 1991. Leptochilus quintus ingår i släktet Leptochilus och familjen Eumenidae. Inga underarter finns listade i Catalogue of Life.